# Sauris aspricosta
Sauris aspricosta là một loài bướm đêm trong họ Geometridae.